# Britannia Engineering
Die Britannia  Engineering Co. Ltd. war ein britischer Automobilhersteller in Colchester (Essex). Von 1896 bis 1899 stellte die Firma Elektrofahrzeuge in Einzelstücken her. 1906–1908 entstanden dort Luxusautomobile.
J. Vaughan Sherrin war als Fahrzeugentwickler tätig.
Es bestand keine Verbindung zu Britannia Engineering Company as Nottingham, die zwischen 1913 und 1914 den gleichen Markennamen benutzten.
Die mit Vier- oder Sechszylindermotoren ausgestatteten, großen Wagen ähnelten denen des niederländischen Herstellers Spyker und besaßen kreisrunde Kühler.

## Fahrzeuge

### 1896–1899 – Fahrzeuge mit Elektroantrieb
Im November 1896 nahmen u. a. zwei Fahrzeuge, die von Britannia mit Einbau-Elektromotoren versehen worden waren, am ersten London-Brighton Emancipation Run teil. Der Victoria-Wagen und der Dog-cart waren jeweils mit Elektromotoren von J. Vaughan Sherrin und Akkumulatorsätzen versehen worden.
1898 wird ein vergleichsweise schweres Fahrzeug mit vier Sitzplätzen beschrieben, das 102 Meilen (164 km) mit durchschnittlich 10 mph (16 km/h) zurücklegte.

### 1906–1908 – Fahrzeuge mit Benzinmotor
| Modell   | Bauzeitraum | Zylinder | Hubraum  | Radstand |
| -------- | ----------- | -------- | -------- | -------- |
| 18/24 hp | 1906        | 4 Reihe  | 4348 cm³ | 3048 mm  |
| 20 hp    | 1907–1908   | 4 Reihe  | 4348 cm³ |          |
| 24/45 hp | 1907–1908   | 6 Reihe  | 6523 cm³ | 3505 mm  |
| 12/16 hp | 1908        | 4 Reihe  | 3772 cm³ |          |
| 24 hp    | 1908        | 4 Reihe  | 4875 cm³ |          |
| 40 hp    | 1908        | 6 Reihe  | 7133 cm³ |          |

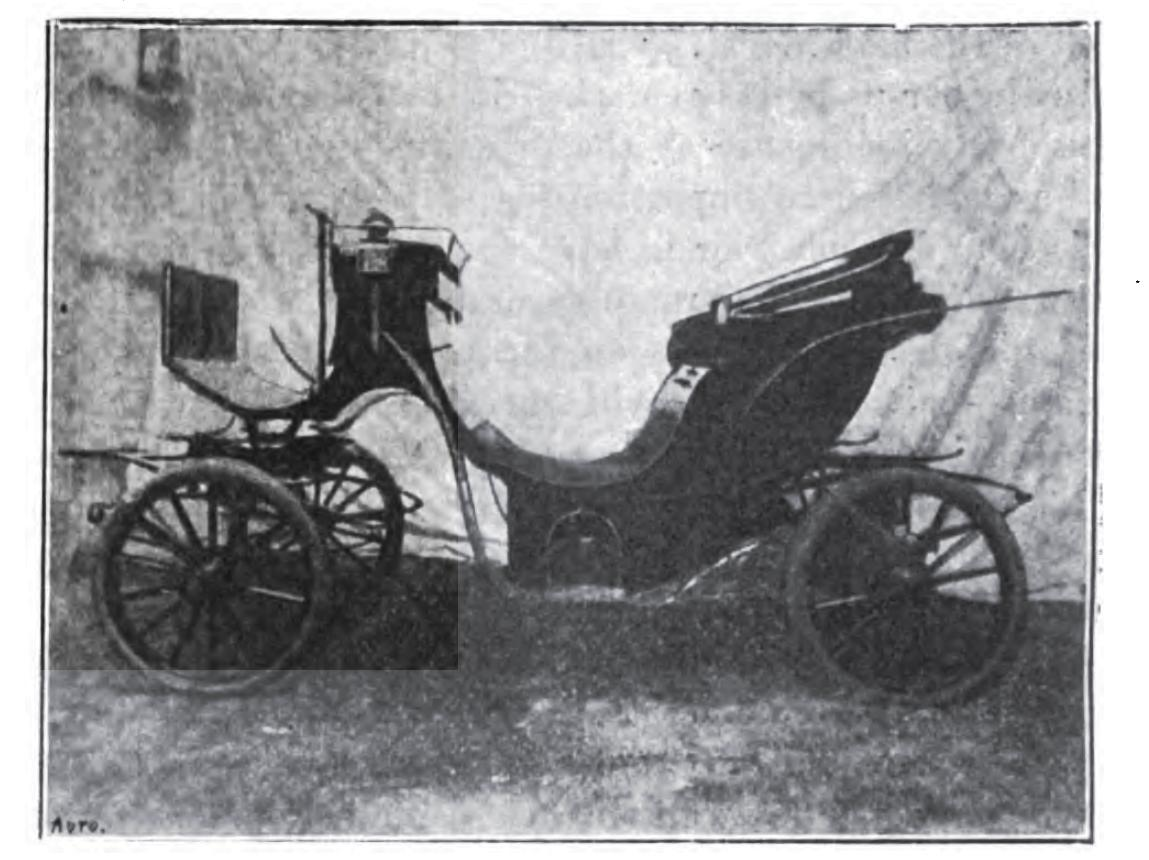
Victoria mit Elektro-Einbaumotor (1896)
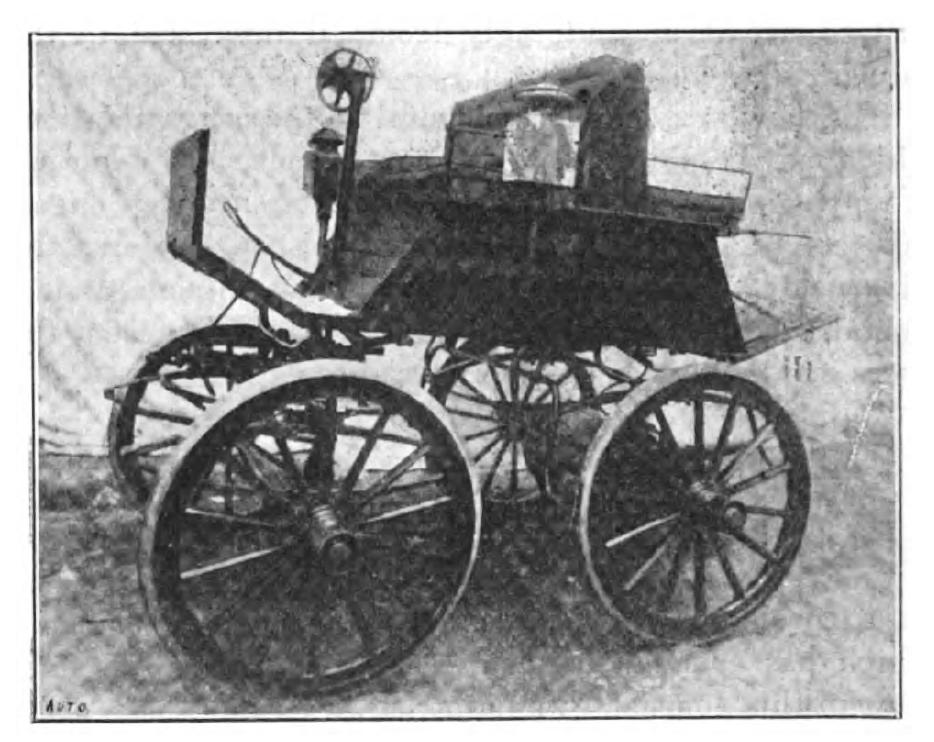
Dog-cart mit Elektro-Einbaumotor (1896)
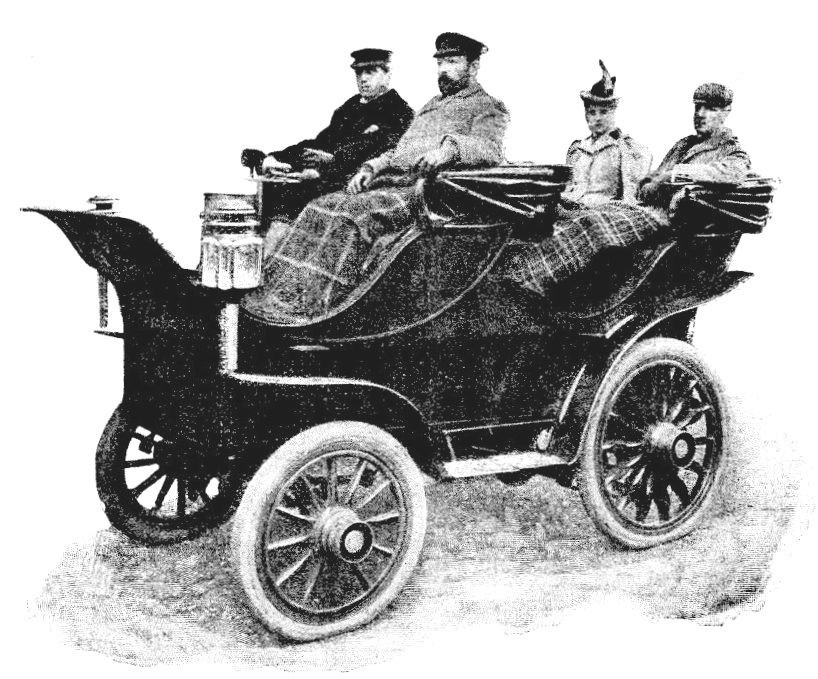
Britannia electric (1898)
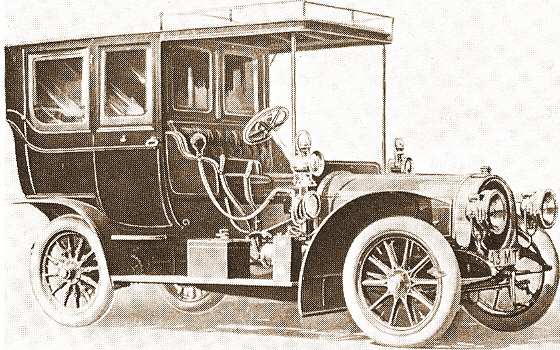
Britannia 24/45 hp Pullman-Limousine (1907)